# Novoekonomichne
Novoekonomichne (en ucraniano: Новоекономічне; en ruso: Новоэкономическое, romanizado: Novoekonomichéskoye) es un asentamiento de tipo urbano ucraniano perteneciente al óblast de Donetsk. Situado en el este del país, es parte del raión de Pokrovsk y del municipio (hromada) de Jródivka.

## Geografía
Novoekonomichne está en la orilla del río Kasenni Torets, 14 km al noreste de Pokrovsk y 62 km al noroeste de Donetsk. 

## Historia
Había un pueblo de los cosacos de Zaporiyia en el valle de Karakubova, también conocido como Diakova, y en la actualidad Orlovsk. La granja estaba en la frontera de las palankas de Samara y Kalmius. En 1768, el pueblo, como toda el área de la región, sufrió las consecuencias de los ataques tártaros desde el kanato de Crimea.
El primer nombre del pueblo fue Derevnia Novaya (en ruso: Деревня Новая). Desde la construcción de la iglesia de la Natividad de la Santísima Virgen María en 1901, el pueblo se llamó Novim (en ucraniano: Новым) y desde 1859 el asentamiento tiene su nombre actual. Debido a los depósitos de carbón existentes y la proximidad a la actual estación de tren de la actual Pokrovsk, la extracción de carbón comenzó en 1911. 
Durante la Segunda Guerra Mundial, Novoekonomichne fue ocupado por tropas alemanas el 19 de octubre de 1941, siendo librado por el Ejército Rojo el 7 de septiembre de 1943.
Novoekonomichne ha tenido el estatus de asentamiento de tipo urbano desde 1956.

## Demografía
La evolución de la población de Novoekonomichne entre 2001 y 2022 fue la siguiente:
| 3474                                                          | 3039 | 2991 | 2869 | 2763 |
| (Fuente: Cities & Towns of Ukraine y UKRAINE: Größere Städte) |      |      |      |      |

Según el censo de 2001, la lengua materna de la mayoría de los habitantes, el 90,62%, es el ruso; del 9,12% es el ucraniano.

## Infraestructura

### Arquitectura, monumentos y lugares de interés
En el asentamiento está la iglesia de la Natividad de la Santísima Virgen, construida en 1901.

### Transporte
La carretera territorial T-05-04 atraviesa Novoekonomichne. 